# Leon Durin
Leon Durin (Gent, 5 februari 1906– 23 februari 1975) was een Belgisch ingenieur. Hij gaf les aan het Sint-Lucasinstituut van Gent tussen 1945 en 1966.
Durin was gespecialiseerd in betonconstructies. Hij behoorde tot een groep vooraanstaande ingenieurs, samen met F. Riessauw, H.G. Haemers, W. Soete en F. Vanderheyden, die binnen het Sint-Lucasinstituut een belangrijke rol speelden in voordrachten van de zogenaamde Studiekring. Elk academiejaar vanaf 1919 werden er 24 lezingen gehouden, telkens op een dinsdag, over een algemeen cultureel thema door architectuurexperts zoals deze ingenieurs. Deze sprekers waren zowel kenners van binnen als van buiten de school. De lezing werd steeds gevolgd door een debat. De Studiekring ontstond uit de studieafdeling van het Gild, een vereniging binnen het instituut. Enkel de leden van het Gild en de studenten uit de hoogste jaren mochten deelnemen aan de avonden. Een affiche uit 1963, afkomstig uit het Verslagboek van de Studiekring, toont een aankondiging van een lezing van Durin over "Logica der vormen". De Studiekring vond plaats tussen 1919 en 1967 en in totaal zijn er acht Verslagboeken bewaard gebleven. De avond werd beschouwd als een soort hogeschool voor cultuur, kunst en wetenschap. Ook muziek speelde een rol in de kring, zo was musicoloog prof. Floris Van der Mueren elk jaar aanwezig.
Naast zijn bijdrage aan de Studiekring tussen 1955 en 1963 heeft Durin ook studies gemaakt voor constructies in de openbare ruimte. Zo vervaardigde hij de betonstudie voor de kapel van Onze-Lieve-Vrouw van Kerselare van Lampens en Langaskens (gebouwd tussen 1962 en 1965). Ook binnen Sint-Lucas was Durin iemand die voor vernieuwing zorgde, aangezien hij lesgaf in een periode waarin studenten door hem en zijn collega's werden aangespoord om nieuwe materialen en technieken te gebruiken en komaf te maken met te enggeestige traditionele methoden.